# Adelantado
Ein Adelantado war im Mittelalter ein Beamter der kastilischen Krone mit richterlichen und Regierungskompetenzen für einen festgelegten Bereich. Titel und Amt wurden später auch in der Kolonialverwaltung in Amerika verwendet. 
Adelantado bedeutet wörtlich „Vorgerückter“ (von span. adelantarse „nach vorn treten“, „übertreffen“). Das Amt ist teilweise mit dem des Truchsess oder Seneschalls vergleichbar. Gleichzeitig findet sich ein Vorbild im maurischen Verwaltungsapparat: der Almuqaddám, spanisch Almocadén („Vorgesetzter“, „Chef,“ „Magistrat“).

## Adelantados auf der Iberischen Halbinsel
Der Begriff Adelantado als Bezeichnung für einen königlichen oder städtischen Beamten wird erstmals in navarrischen und kastilischen Dokumenten des 11. Jahrhunderts erwähnt, ohne aber die Kompetenzen dieses Amts zu präzisieren. Die Definition der Aufgaben und Kompetenzen erfolgte erst im Kontext der grundlegenden politischen und administrativen Reformen unter Alfons dem Weisen. Dabei wurde das Amt des Adelantado politisch aufgewertet, mit Amtsgewalt versehen und in der Justiz verortet. Alfons stärkt mit Maßnahmen diesen den Verwaltungsapparat gegenüber Stadträten, Adel und Kirche.
Der erste Adelantado wurde 1253 im gerade wiedereroberten La Frontera (Andalusien) ernannt. Die Zeit war geprägt durch die Aufteilung der eroberten Ländereien unter den neuen christlichen Bewohnern, Gründung von Stadt- und Gemeinderäten und dem Zustehen von Sonderrechten, den Fueros. Die Monarchie brauchte, um die neuen Gebiete effektiv regieren zu können, einen mit hoheitlichen Vollmachten ausgestatteten Repräsentanten vor Ort. Dem damals geltenden Gesetzescodex Las Siete Partidas wurde daraufhin das neue Amt des Adelantado Mayor zugefügt, ein Richteramt für ein definiertes Territorium, das die Zwischeninstanz zwischen lokalen Richtern und königlichen Gerichten bildete. Gleichzeitig repräsentierte der Adelantado den König und führte königliche Anordnungen aus.
Nach der zufriedenstellenden Erfahrung in Südspanien wurde das Amt 1258 auch auf Kastilien, León, Galicien und Murcia eingeführt. Es ersetzte andere ausübende Ämter, insbesondere das des Merino, denen aber bis dato die richterliche Kompetenz fehlte. Weil es im Norden schon ein ähnliches Amt gegeben hatte, benutzte man den alten Namen weiter und erweiterte ihn um mayor („Ober-“).
Über das nächste Jahrhundert hin erwarben die Adelantados speziell in Andalucien und Murcia immer mehr militärische Kompetenzen, dass man diese später sogar als Kernkompetenz des Amtes betrachtete. Diese Kompetenzsveränderung ging auf die Adelantados in Mittel- und Südamerika über.
Ab 1258 wurden die Adelantados fast ausschließlich aus den wohlhabenden Mitgliedern des Hochadels (ricoshombres) und der königlichen Familie rekrutiert. In Murcia sicherte sich schließlich Don Juan Manuel, Neffe Alfons X., für die erste Hälfte des 14. Jahrhunderts das Monopol auf den Titel und schrieb damit einen Prozess fort, der das Amt nach dem Regnum Heinrichs von Trastamara im Besitz weniger Familien sah: der Manriques in Kastilien, der Quiñones in León, der Fajardos in Murcia und der Ribera-Enríquez in Andalusien. Gleichzeitig wurden immer mehr Funktionen an andere Institutionen übergeleitet. Obwohl es Versuche gab, die traditionellen Kompetenzen, und damit die Machtfülle, des Amtes wiederherzustellen (z. B. durch Pedro Enríquez in Andalusien), war es gegen Ende des Mittelalters nur mehr ein Ehrenamt.

## Adelantados in den spanischen Kolonien Amerikas
Für die Eroberung Amerikas wurde der Titel Adelantado reaktiviert. Die Krone verlieh ihn bestimmten Personen auf Lebenszeit oder vererbbar für die Gebiete, die diese in Amerika entdecken, erobern oder besiedeln würden. Die Anwärter statteten dann wie die meisten anderen Conquistadores ihre Expedition mit privaten Mitteln in der Hoffnung aus, dass sie durch die Eroberungen wirtschaftlich entschädigt und durch den Titel politisch und sozial anerkannt würden. Der argentinische Rechtshistoriker Ricardo Zorraquín Becú arbeitete in einer Studie zu diesem Thema denn auch heraus, dass der Titel in Amerika rein der Ehre halber vergeben wurde und keinerlei Funktion oder Kompetenz beinhaltete.